# Brunettia spadix
Brunettia spadix és una espècie d'insecte dípter pertanyent a la família dels psicòdids que es troba a la Papua Occidental i Papua Nova Guinea.